# Resolución 413 del Consejo de Seguridad de las Naciones Unidas
La resolución 413 del Consejo de Seguridad de las Naciones Unidas, adoptada el 20 de julio de 1977, después de examinar la solicitud de República Socialista de Vietnam para la membresía en las Naciones Unidas, el Consejo recomendó a la Asamblea General que Vietnam fuese admitida.
No se dieron detalles de la votación además de que fue adoptada "por consenso".